# Nyugati-Morava
A Nyugati-Morava (szerbül Zapadna Morava) folyó Szerbia területén, a Nagy-Morava egyik alkotója.
A folyó a Golija hegyen, Novi Pazartól 30 km-re északnyugatra ered, és Stalaćnál ömlik a Nagy-Moravába. Hossza 298 km. Vízgyűjtő területe 14 900 km², közepes vízhozama 120 m³ másodpercenként.

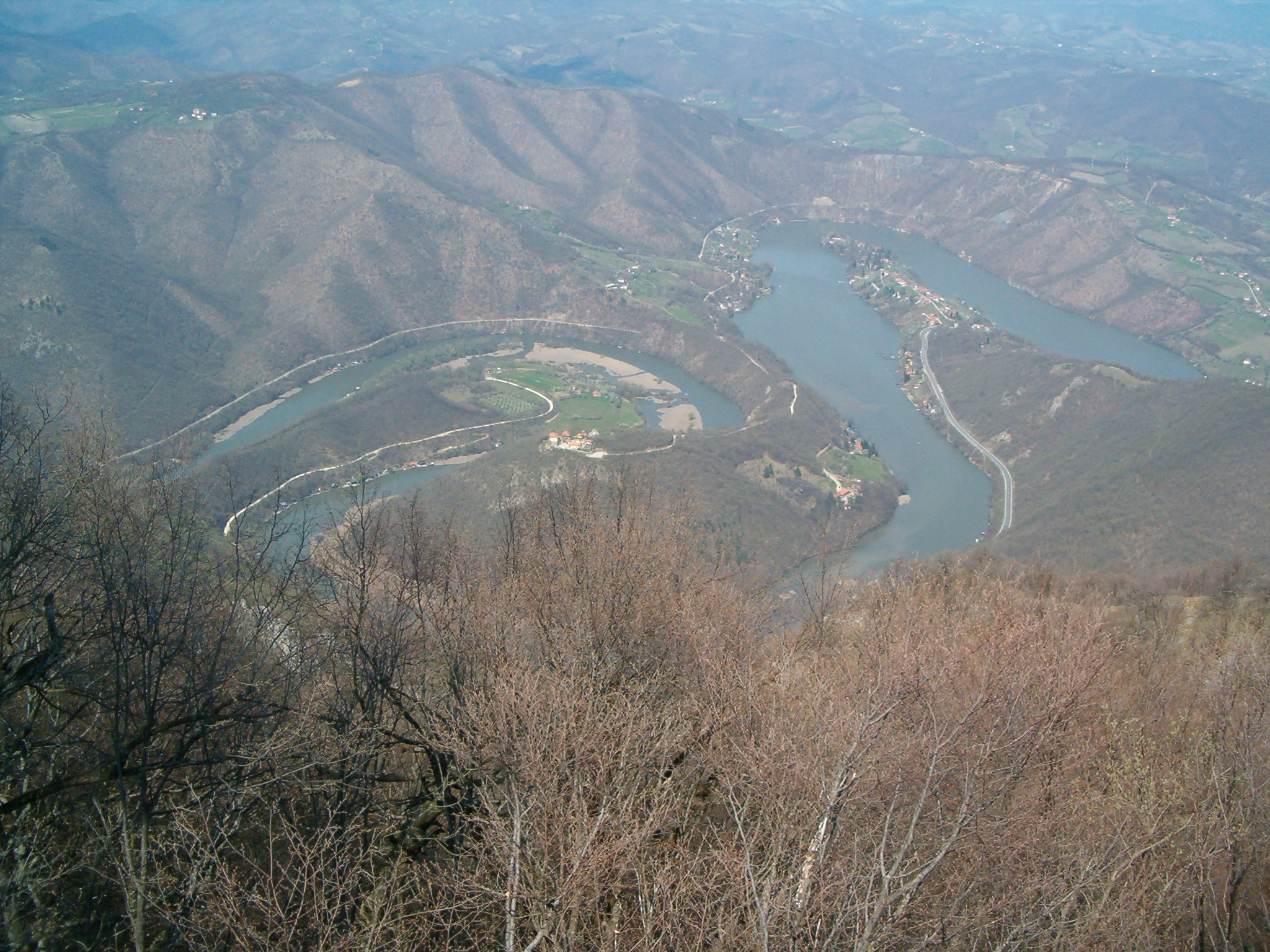
Ovcar-Kablar szurdokvölgy
a „szerb Athos-hegy” vidéke

Mellékfolyói a Đetinja, Ibar és Rasina.
Jelentősebb városok a Nyugat-Morava mentén: Čačak, Kraljevo, Trstenik és Kruševac.
Kolostorvidék: A Katalán Társaság (Companyia Catalana d'Orient) zsoldosai megtámadták Bizánc Athoszi kolostorait (1307–1309). Az ortodox szerb szerzetesek a Nyugati-Morava elzártabb völgyébe menekültek és megalapították kolostoraikat. Kolostorok sokasága (közel 300) épült ott, amelyekben a török hódítás időszakában is életben tartották, ápolni tudták a szerb kultúrát, nyelvet.